# Wilhelmina Christina Lundberg
Wilhelmina Christina Lundberg, född 18 augusti 1837 i Jönköping, död där 18 oktober 1921, var en svensk konstnär.
Hon var dotter till godsägaren Anders Gustav S:s Lundberg och Anna Kristina Eriksson och från 1857 gift med disponenten vid Jönköpings tändsticksfabrik August Hallgren. Hon var mor till konstnärerna Sigrid, Anna och Ida Elisabeth Hallgren. Hennes konst består av stilleben, blommor och landskap i olja, pastell samt akvarell och porslinsmåleri. Makarna Hallgren är begravna på Slottskyrkogården i Jönköping.